# Рене од Сидона
Рене од Сидона (умро 1202) био је господар Сидона и један од најважнијих крсташких барона свога времена.

## Биографија
Рене је син Жерарда од Сидона и унук Еустазија Гранијера. Године 1170 оженио је Агнесу од Куртенеа којој је то био трећи брак (Рене од Мараша и Амалрик Јерусалимски). У борби за власт која је настала након смрти Балдуина IV подржавао је Ремона III од Триполија.
Рене је учесник битке код Монтжисара која се завршила великом крсташком победом. Са својим снагама није стигао на време да помогне крсташима који су страдали код Јаковљевог бунара. Учествовао је у бици код Хитина предводећи заштитницу заједно са братом своје покојне жене Жосцелином III од Едесе. Тако је успео да се спаси од заробљавања. Учесник је свих важнијих битака Трећег крсташког рата - опсада Акре, битка код Арсуфа, битка код Јафе. Умро је 1202. године.

## Породично стабло
|  |                   |  |  |  |  |  |  |  |  |  |  |  |  |  |  |  |
|  | 2.                |  |  |  |  |  |  |  |  |  |  |  |  |  |  |  |
|  |                   |  |  |  |  |  |  |  |  |  |  |  |  |  |  |  |
|  |                   |  |  |  |  |  |  |  |  |  |  |  |  |  |  |  |
|  | 1. Рене од Сидона |  |  |  |  |  |  |  |  |  |  |  |  |  |  |  |
|  |                   |  |  |  |  |  |  |  |  |  |  |  |  |  |  |  |
|  |                   |  |  |  |  |  |  |  |  |  |  |  |  |  |  |  |